# 월곶중학교
월곶중학교(月串中學校)는 대한민국 경기도 시흥시 월곶동에 있는 공립 중학교이다.

## 학교 연혁
- 2005년 12월 16일 : 월곶중학교 설립(1학년 3학급, 2학년 1학급)
- 2006년 3월 1일 : 초대 조창동 교장 취임
- 2006년 3월 2일 : 신입생 입학식(남 48명, 여 44명 계 94명)
- 2008년 2월 15일 : 제1회 졸업식(42명)
- 2024년 1월 8일 : 제17회 졸업식 (153명, 총 2,049명)
- 2024년 3월 1일 : 제9대 김미라 교장 취임
- 2024년 3월 4일 : 신입생 입학식(남 75명, 여 85명 계 160명)

## 참고 자료
- 월곶중학교 - 한국교육학술정보원 학교알리미